# Johann Gottfried Haid
Johann Gottfried Haid, född 1710, död 1776, var en tysk kopparstickare. Han var farbror till Johann Elias Haid.
Johann Gottfried Haid var den ynste av fem som konstnärer verksamma bröder. Han var verksam i Augsburg, Wien och London, av elev vid akademin i Wien och till Martin van Meytens, vars porträtt han utfört i mezzotinto tillsammans med flera målningar av Meytens, bland annat porträtt av Maria Teresia av Österrike med familj (1760). Av Haids arbeten i London märks kopparstick efter Joshua Reynolds, Rembrandt (5 blad) och Godfried Schalcken. Han var även högt uppskattad som ornamentist i rokokostil.